# Colostygia clausa
Colostygia clausa är en fjärilsart som beskrevs av Barend J. Lempke 1950. Colostygia clausa ingår i släktet Colostygia och familjen mätare. Inga underarter finns listade i Catalogue of Life.